# Tarzan (jeu vidéo)
Pour les articles homonymes, voir Tarzan (homonymie).
 (décembre 2022).
Si vous disposez d'ouvrages ou d'articles de référence ou si vous connaissez des sites web de qualité traitant du thème abordé ici, merci de compléter l'article en donnant les références utiles à sa vérifiabilité et en les liant à la section « Notes et références ».
Tarzan est un jeu vidéo de plates-formes, sorti en 1999 sur PC Windows, Nintendo 64, PlayStation et Game Boy Color. Le jeu a été développé par Eurocom et édité par Activision et Disney Interactive.
Il s'agit d'une adaptation du film d'animation Tarzan de Walt Disney. Sa grande fidélité au film a permis à ce jeu d'être bien reçu par la critique.[réf. nécessaire]

## Graphismes
Les personnages et les décors sont totalement modélisés en 3D. Néanmoins, le déplacement dans les niveaux se fait généralement en 2D, en défilement horizontal. Seuls quelques niveaux sont entièrement en 3D.

## Système de jeu

### Contenu
Le jeu est divisé en treize niveaux qui suivent l'ordre chronologique du film d'animation (un extrait du film est associé à chaque niveau et est diffusé avant le début du niveau pour la version PC et PS). Dans chaque niveau, le joueur incarne Tarzan (ou un autre personnage du film pour certains niveaux). Celui-ci possède de nombreuses mouvements : il peut lancer des fruits sur ses adversaires, nager, sauter, chevaucher des animaux, se balancer de liane en liane, taper des poings sur le sol pour le détruire ou bien donner des coups de lance lorsqu'il en possède une. Le but de chaque niveau est d'arriver à l'ombrelle de Jane marquant la fin du niveau pour pouvoir accéder au niveau suivant.

### Ennemis
Différents ennemis (animaux ou humains) vont empêcher le joueur d'arriver à cette ombrelle. Quand le joueur se fait attaquer par un ennemi, sa jauge d'énergie se vide un peu (jauge affichée en bas de l'écran). Cette jauge se remplit un peu quand le joueur mange des bananes qui se trouvent sur le niveau. Si la jauge d'énergie est totalement vide, le joueur perd une vie et recommence au dernier checkpoint traversé (ils sont symbolisés dans ce jeu par des papillons). Si le joueur n'a plus de vies, il doit recommencer le niveau du début. Mais le joueur peut tuer les ennemis en leur lançant des fruits ou grâce à un couteau (qui doit être ramassé quelque part dans chaque niveau avant de pouvoir être utilisé dans celui-ci).

### Pièces
Dans chaque niveau sont répartis quelques centaines de pièces. Le joueur doit ramasser ces pièces en les touchant. Ramasser cent pièces permet d'obtenir une vie supplémentaire (le nombre de pièces et de vies sont conservés d'un niveau à l'autre).

### Lettres et croquis
Dans chaque niveau se cachent les six lettres de l'alphabet qui composent le nom TARZAN, ainsi que quatre quarts de croquis de singe. Certains sont difficilement accessibles. La reconstitution du croquis du singe permet de jouer à un mini-jeu bonus après le niveau, dans lequel il faut ramasser un maximum de pièces en un temps limité (ce qui permet d'obtenir des vies supplémentaires). La reconstitution du mot TARZAN permet de regarder un extrait du film à la fin du niveau.

## Détails des niveaux
| N° | Niveau                   | Personnage incarné | Description du niveau                                                                   |
| -- | ------------------------ | ------------------ | --------------------------------------------------------------------------------------- |
| 1  | Bienvenue dans la jungle | Tarzan enfant      | Niveau de plates-formes dans la jungle                                                  |
| 2  | Une vie de jeune singe   | Tarzan enfant      | Niveau de plates-formes dans la jungle avec glissade sur une branche à la fin           |
| 3  | À tout crin              | Tarzan enfant      | Niveau de plates-formes dans la jungle avec nage dans le lac des éléphants à la fin     |
| 4  | La charge des éléphants  | Tarzan enfant      | Course-poursuite contre un troupeau d'éléphants (3D)                                    |
| 5  | Tarzan a grandi          | Tarzan adulte      | Niveau de plates-formes dans la jungle                                                  |
| 6  | L'attaque de Sabor       | Tarzan adulte      | Combat contre le boss, Sabor le léopard, en trois parties séparés par de la plate-forme |
| 7  | Babouin course poursuite | Jane               | 1re partie : Course-poursuite contre un troupeau de babouins (3D)                       |
| 7  | Babouin course poursuite | Tarzan adulte      | 2e partie : Glissade sur une branche (toujours poursuivi par les babouins)              |
| 8  | Le grand saccage         | Tok                | Niveau de plates-formes dans le camp des explorateurs                                   |
| 9  | Où est Jane ?            | Tarzan adulte      | Niveau de plates-formes dans le camp des explorateurs                                   |
| 10 | La maison dans l'arbre   | Tarzan adulte      | Niveau de plates-formes dans la jungle                                                  |
| 11 | Ça tangue                | Tarzan adulte      | Niveau de plates-formes dans le bateau (3D)                                             |
| 12 | Tarzan a la rescousse    | Tarzan adulte      | Niveau de plates-formes dans la jungle (3D)                                             |
| 13 | Le combat final          | Tarzan adulte      | Combat contre le boss, Clayton le chasseur                                              |

## Sur lePlayStation Store
Le PlayStation Store ressort le jeu le 16 juillet 2009 pour la PlayStation 3 et la PlayStation Portable (PSP).